# Скотт, Вальтер
Сэр Ва́льтер Скотт (Уолтер Скотт, англ. Walter Scott [ˈwɔːltə skɒt]; 15 августа 1771, Эдинбург — 21 сентября 1832, Эбботсфорд, Шотландия), первый баронет — британский и шотландский прозаик, поэт, историк, собиратель древностей, адвокат. Считается основоположником жанра исторического романа.

## Биография
Вальтер Скотт родился в Эдинбурге в семье состоятельного шотландского юриста Уолтера Скотта (1729—1799) и Энн Ратерфорд (1739—1819), дочери профессора медицины Эдинбургского университета. Был девятым ребёнком из 13, выжило только шестеро детей..
Скотт происходил из клана, известного своей дикостью и удалью. Его отец, городской прокурор, был первым из Скоттов, принявших городской образ жизни. Самым первым известным предком сэра Вальтера Скотта был Аулд Ватт, живший за шесть поколений до него. Сын Аулда Ватта Уильям был однажды пойман неким сэром Гидеоном Мурреем, когда вместе с другими шотландцами совершал набег на его земли. Уильяму был предоставлен выбор: жениться на «большеротой» Мег, самой уродливой из дочерей сэра Гидеона, или быть повешенным. Сэр Уильям, подумав, выбрал женитьбу. С женой ему, однако, очень повезло, — брак оказался счастливым. А широкий рот Мег передала по наследству всем своим потомкам.
Прадед Скотта, живший в XVII веке, Вальтер Скотт Бородатый, получил прозвище потому, что после изгнания Стюартов отказался стричь бороду.
В январе 1772 года Вальтер Скотт заболел детским параличом, потерял подвижность правой ноги и навсегда остался хромым. Дважды — в 1775 и 1777 годах — он лечился в курортных городах Бат и Престонпанс.
Детство Скотта тесно связано с областью Шотландского пограничья, где он проводил время на ферме своего деда в Сэндиноу, а также близ Келсо в доме своего дяди. Уже в раннем возрасте он поражал окружающих острым умом и феноменальной памятью.
В 1778 году Скотт вернулся в Эдинбург, в 1779-м поступил в эдинбургскую школу, в 1785-м — в Эдинбургский колледж. В колледже увлёкся альпинизмом, окреп физически и приобрёл популярность среди сверстников как отличный рассказчик.
Скотт много читал, в том числе античных авторов, увлекался романами и поэзией, особо выделял традиционные баллады и сказания Шотландии. Вместе со своими друзьями он организовал в колледже «Поэтическое общество», изучал немецкий язык и знакомился с творчеством немецких поэтов.
Важным для Скотта стал 1792 год, когда он выдержал экзамен на звание адвоката в Эдинбургском университете , после чего обзавёлся юридической практикой.
В первые годы самостоятельной адвокатской практики он много ездил по стране, попутно собирая народные легенды и баллады о шотландских героях прошлого, увлёкся переводами немецкой поэзии, позже анонимно опубликовал свои переводы баллады Готфрида Бюргера «Ленора».
В 1791 году Скотт познакомился со своей первой любовью — Уильяминой Белшес, дочерью эдинбургского адвоката. В течение пяти лет он пытался добиться взаимности, однако девушка держала его в неопределённости и в конце концов в 1796 году вышла замуж за Уильяма Форбса, сына состоятельного банкира. Неразделённая любовь стала для Скотта сильнейшим ударом; черты Уильямины впоследствии не раз проявлялись в героинях романов писателя.
В 1797 году женился на Шарлотте Карпентер (Шарпантье; 1770–1826). У супругов родилось четверо детей: София, Уолтер, Анна и Чарльз.
В 1825 году на лондонской бирже разразилась финансовая паника, и кредиторы потребовали оплаты векселей. Ни издатель Скотта, ни владелец типографии Джеймс Баллантайн не смогли уплатить наличными и объявили себя банкротами. Однако Скотт отказался последовать их примеру и взял на себя ответственность за все счета, на которых стояла его подпись, что составило 130 000 фунтов стерлингов (около 10 500 000 £ по меркам 2018 года), причём долги самого Скотта составляли лишь малую часть этой суммы.
Получив мировую известность благодаря литературным трудам, Скотт посвящал много времени юридической, политической и общественной деятельности. Работал секретарём сессионного суда (с 1806 года), заместителем шерифа округа Селкерк. Был постоянным членом консервативной партии, активистом Королевского Общества Хайленда и сельского хозяйства, в 1820–1832 годах был Президентом Эдинбургского королевского общества, в 1827–1829-х — Вице-президентом Общества шотландских антиквариев.
В жизни был образцовым семьянином, человеком добрым, чувствительным, тактичным, признательным; любил своё имение Эбботсфорд, которое перестроил в стиле шотландских баронов, сделав из него небольшой замок; очень любил деревья, домашних животных, хорошее застолье в семейном кругу.
В 1830 году Скотт перенёс первый инсульт с параличом правой руки. В 1830–1831 годах перенёс ещё два инсульта.
Умер от инфаркта 21 сентября 1832 года. Похоронен в Драйбургском аббатстве близ г. Мелроз.
В поместье Скотта, Эбботсфорд, действует музей писателя.

## Творчество

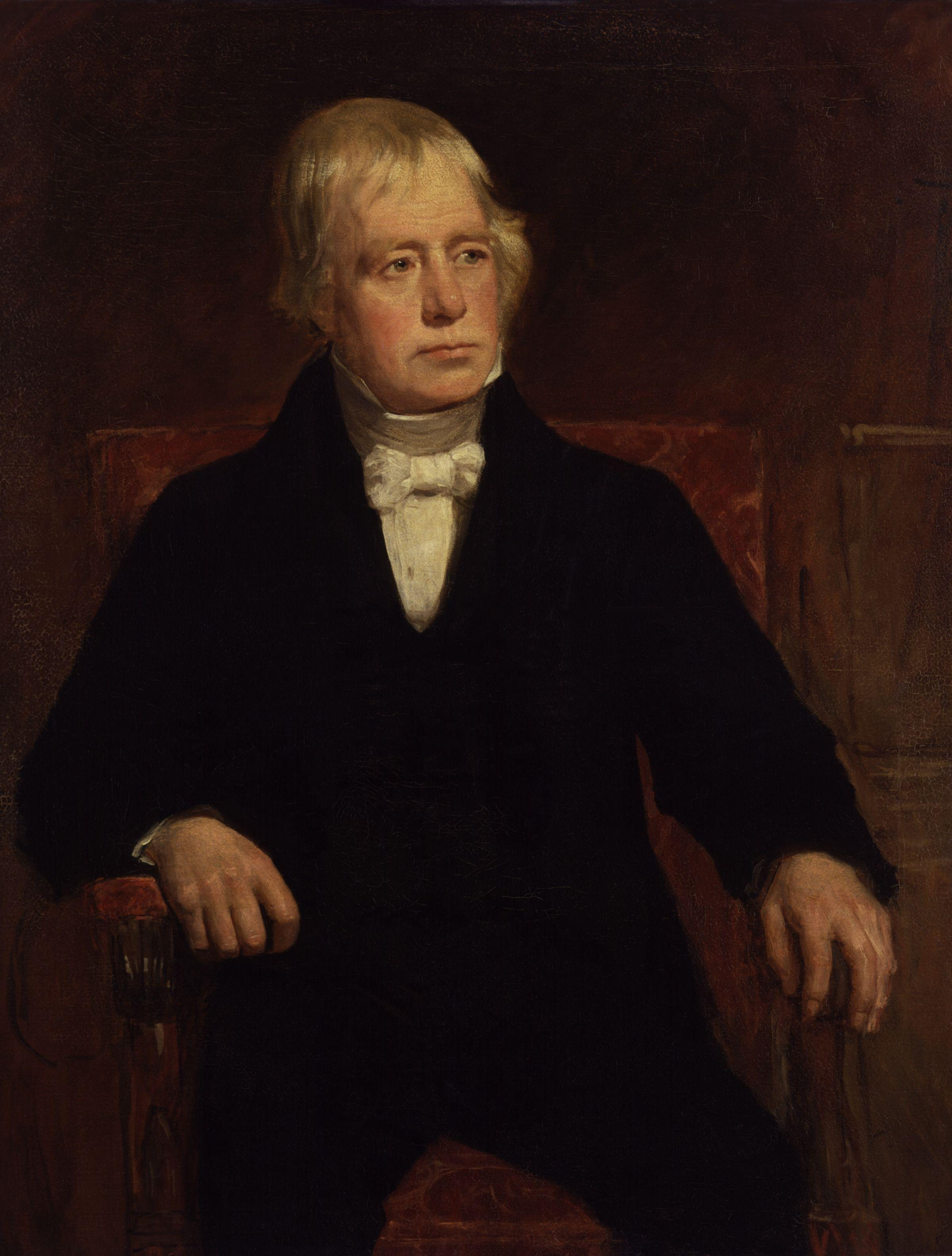
Сэр Вальтер Скотт. Портрет работы Джона Грэма Гилберта

Свой творческий путь будущий романист начинал с поэзии. Первые литературные выступления В. Скотта приходятся на конец 90-х годов XVIII века: в 1796 году выходят переводы двух баллад немецкого поэта Г. Бюргера «Ленора» и «Дикий охотник», а в 1799 году — перевод драмы И. В. Гёте «Гец фон Берлихинген».
Первым оригинальным произведением молодого поэта стала романтическая баллада «Замок Смальгольм, или Иванов вечер» (1800). В том же году он начинает активно собирать шотландский фольклор.
В 1799 году Скотт пишет Джеймсу Баллантайну, что «несколько лет собирал баллады» и что может «опубликовать это собрание в виде хорошенькой книги». В декабре того же года его назначают на должность шерифа Селкершира или, как он сам обыкновенно говорил, Этриккского леса. В этом лесу ему довелось найти много материала для своего сборника. Люди в этой местности даже век спустя, в конце XIX века, напоминали своими нравами и обычаями шотландских горцев прошлого.
В 1800–1801 годах собирание и редактирование баллад становится главным занятием В. Скотта, однако к апрелю 1801 материала было ещё достаточно немного. В 1800 году он встретил в Селкирке Джона Лейдена, хорошего знатока местных баллад. До своего отбытия на Восток в 1803 году он будет помогать Скотту в редакторской работе. Именно Лейден настоял на том, что собрание баллад Вальтера Скотта пока слишком мало, чтобы быть опубликованным.
Продолжив работу, В. Скотт в 1802 году издал двухтомный сборник «Песни шотландской границы». В него вошло несколько оригинальных баллад и множество переработанных южношотландских легенд. В 1803 году будет выпущен третий том.
Однако всю читающую публику Великобритании более всего покорили не его новаторские по тем временам стихи и даже не столько его поэмы, сколько первый в мире роман в стихах «Мармион».
Романтические поэмы 1805–1817 годов принесли Вальтеру Скотту славу величайшего поэта, сделали популярным жанр лиро-эпической поэмы, которая совмещает драматичную фабулу Средневековья с живописными пейзажами и лирической песней в стиле баллады: «Песня последнего менестреля» (1805), «Мармион» (1808), «Дева озера» (1810), «Рокби» (1813) и др. Скотт стал подлинным основателем жанра исторической поэмы.

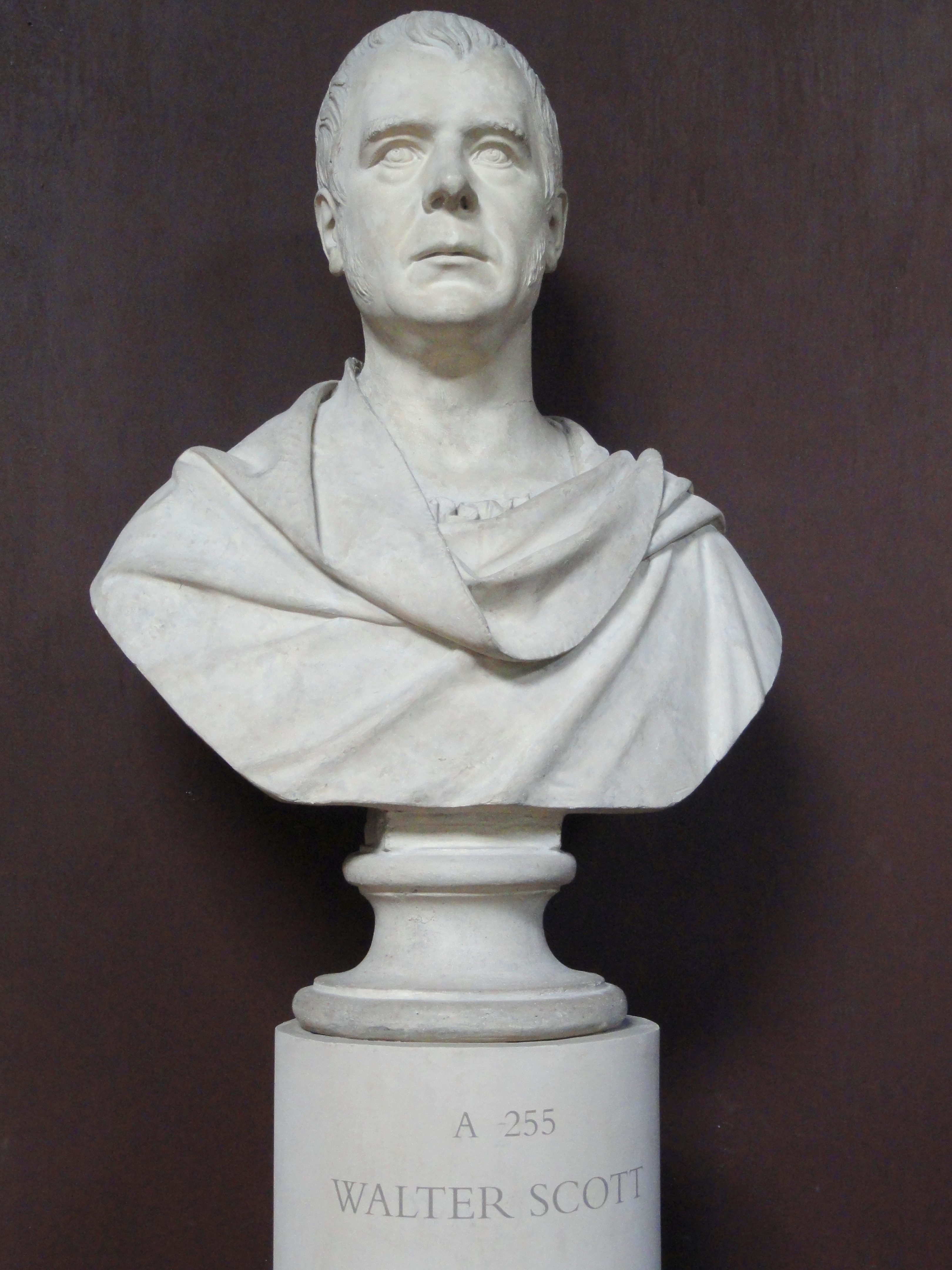
Вальтер Скотт, Бертель Торвальдсен

Проза уже известного тогда поэта началась романом «Уэверли, или Шестьдесят лет назад» (1814). Вальтер Скотт, при своём слабом здоровье, имел феноменальную работоспособность: как правило, он публиковал не менее двух романов в год. В течение более чем тридцатилетней литературной деятельности писатель создал двадцать восемь романов, девять поэм, множество повестей, литературно-критических статей, исторических трудов.

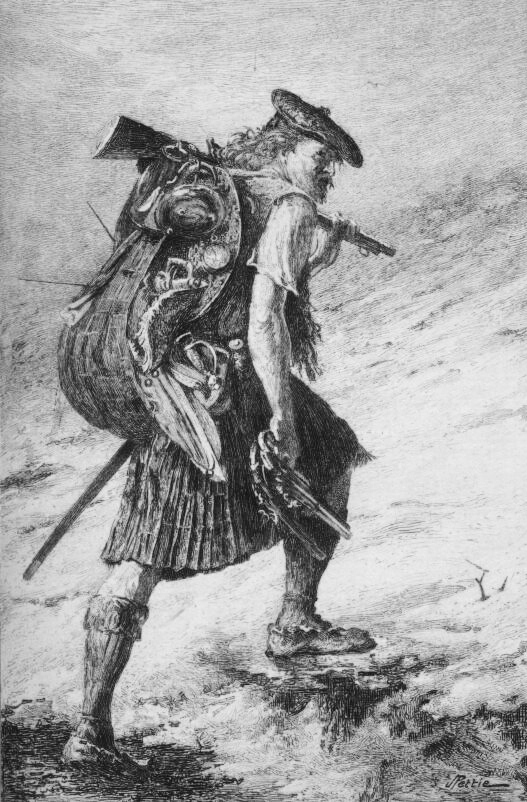
Иллюстрация к «Уэверли». Художник Джон Петти.

В сорок два года писатель впервые представил на суд читателей свои исторические романы. Как и его предшественники на этом поприще, он многим обязан авторам «готических» и «антикварных» романов, особенно его захватывала деятельность Мэри Эджуорт, в творчестве которой отображена ирландская история. Но Скотт искал свой собственный путь. «Готические» романы не удовлетворяли его избыточным мистицизмом, «антикварные» — непонятностью для современного читателя.
После продолжительных поисков Вальтер Скотт создал универсальную структуру исторического романа. Его взгляд на развитие человеческого общества называют «провиденциалистским» (от лат. Providentia — Божья воля). Здесь Скотт идёт следом за Шекспиром. Историческая хроника Шекспира постигала национальную историю, но на уровне «истории королей».
В. Скотт перевёл историческую личность в плоскость фона, а на авансцену событий вывел вымышленных персонажей, на судьбу которых влияет изменение эпохи. Таким образом он демонстрировал, что движущей силой истории выступает народ: именно народная жизнь является основным объектом художественного исследования Скотта. Его древность никогда не бывает размытой, туманной, фантастической; он стремился к точности в изображении исторических реалий, поэтому считается, что Скотт разработал явление «исторического колорита», то есть искусно показывал своеобразие определённой эпохи.
Предшественники Скотта изображали «историю ради истории», демонстрировали свои выдающиеся знания и таким образом расширяли кругозор читателей, но ради самих знаний. У Скотта не так: он знает историческую эпоху детально, но всегда связывает её с современной проблемой, показывая, как она находила своё решение в прошлом. Следовательно, Вальтер Скотт — творец жанра исторического романа. Первый из них — «Уэверли» (1814) — появился анонимно (следующие романы вплоть до 1827 года выходили как произведения автора «Уэверли»).
В центре его романов лежат события, связанные со значительными социально-историческими конфликтами. Среди них — «шотландские» романы (написанные на основе шотландской истории) — «Гай Мэннеринг» (1815), «Антиквар» (1816), «Пуритане» (1816), «Роб Рой» (1818), «Легенда о Монтрозе» (1819), «Пертская красавица» (1828).
Наиболее удачными среди них являются «Пуритане» и «Роб Рой». В первом изображено восстание 1679 года, которое было направлено против восстановленной в 1660 году династии Стюартов; герой «Роб Роя» — народный мститель, «шотландский Робин Гуд».
В 1818 году вышел том «Британской энциклопедии» со статьёй «Рыцарство» авторства Скотта.
После 1819 года тематика его исторических романов стала заметно шире. Выходя за пределы Шотландии, писатель обращается к давним временам истории Англии и Франции. События английской истории изображены в романах «Айвенго» (1819), «Монастырь» (1820), «Аббат» (1820), «Кенилворт» (1821), «Вудсток» (1826).
Роман «Квентин Дорвард» (1823) посвящён событиям во Франции времён правления Людовика XI. Местом действия романа «Талисман» (1825) становится восточное Средиземноморье эпохи крестовых походов.
Если обобщить события романов Скотта, то мы увидим особенный, своеобразный мир событий и чувств, гигантскую панораму жизни Шотландии, Англии и Франции в течение нескольких веков, с конца XI до начала XIX века.
В творчестве Скотта 1820-х годов при сохранении реалистичной основы наблюдается влияние романтизма (особенно в «Айвенго» — романе об эпохе XII века). Особенное место занимает роман о современной жизни «Сент-Ронанские воды» (1824). В критических тонах показано дворянство, сатирически изображается титулованная знать.
В 1820-х годах был опубликован ряд произведений Скотта на историческую и историко-литературную тему: «Жизнь Наполеона Бонапарта» (1827), «История Шотландии» (1829–1830), «Смерть лорда Байрона» (1824). Книга «Жизнеописание романистов» (1821–1824) позволяет уточнить творческую связь Скотта с писателями XVIII века, особенно с Генри Филдингом, которого он сам называл «отцом английского романа».
Романы Скотта распадаются на две основные группы. Первая посвящена недавнему прошлому Шотландии, периоду гражданской войны — от пуританской революции XVI века до разгрома горных кланов в середине XVIII века и более позднему времени: «Уэверли», «Гай Маннеринг», «Эдинбургская темница» (1818), «Пуритане», «Ламмермурская невеста» (1819), «Роб Рой» (1817), «Монастырь» (1820), «Аббат», «Сен-Ронанские воды», «Антиквар» и др.
В этих романах Скотт развёртывает необыкновенно богатый реалистический типаж. Это целая галерея шотландских типов самых разнообразных социальных слоёв, но преимущественно горожан, крестьянства и бедноты. Ярко конкретные, говорящие сочным и разнообразным народным языком, они составляют фон, который можно сравнить только с «фальстафовским фоном» Шекспира. В этом фоне немало комедийного, но рядом с комическими фигурами многие плебейские персонажи художественно равноправны с героями из высших классов. В некоторых романах они —главные герои. Так, в «Эдинбургской темнице» героиня — дочь мелкого крестьянина-арендатора. Скотт, по сравнению с «сентиментальной» литературой XVIII века, делает шаг к пути демократизации романа и в то же время даёт более живые образы. Но чаще всё же главные герои — это условно идеализированные молодые люди из высших классов.
Вторая основная группа романов Скотта посвящена прошлому Англии и континентальных стран, преимущественно Средним Векам: «Айвенго» (1819), «Квентин Дорвард» (1823), «Кенильворт» (1821), «Карл Смелый, или Анна Гейерштейнская, дева Мрака» (1829) и др. Тут нет того интимного, почти личного знакомства с ещё живым преданием, реалистический фон не столь богат. Но именно здесь Скотт особенно развёртывает своё исключительное чутьё прошлых эпох, заставившее Огюстена Тьерри назвать его «величайшим мастером исторической дивинации всех времён». Историзм Скотта — прежде всего внешний историзм, воскрешение атмосферы и колорита эпохи. Этой стороной, основанной на солидных знаниях, Скотт особенно поражал своих современников, не привыкших ни к чему подобному.
Данная им в «Айвенго» картина «классического» Средневековья в настоящее время несколько устарела. Но такой картины, одновременно тщательно правдоподобной и раскрывавшей непохожую на современность действительность, в литературе ещё не было. Это было настоящим открытием нового мира. Но историзм Скотта не ограничивается этой внешней, эмпирической стороной. Каждый его роман основан на определённой концепции исторического процесса в данное время.
Так, «Квентин Дорвард» даёт не только яркий художественный образ Людовика XI и его окружения, но и вскрывает сущность его политики. Концепция «Айвенго», где центральным фактом для Англии конца XII века выдвинута национальная борьба саксов с норманнами, оказалась необыкновенно плодотворной для истории как науки — она была толчком для известного французского историка Огюстена Тьерри. Кроме того, именно с этого романа начался или, по крайней мере, усилился современный виток популярности Робин Гуда, изначально — героя английских народных баллад, который в качестве заметного персонажа второго плана появляется в романе «Айвенго».
Романы Скотта предшествовали работам многих историков его времени.
Для шотландцев он больше, чем просто писатель. Он возродил историческую память этого народа и открыл Шотландию для остального мира, прежде всего — для Англии. До него в собственно Англии, особенно в Лондоне, шотландской историей почти не интересовались, считая горцев «дикими». Произведения Скотта, появившиеся сразу же после Наполеоновских войн, в которых шотландские полки покрыли себя славой, заставили образованные круги Великобритании в корне изменить своё отношение к этой гордой стране.
Произведения Скотта пользовались огромной популярностью в России среди читающей публики, особенно юношества, поэтому сравнительно быстро переводились на русский язык. Так, роман «Карл Смелый, или Анна Гейерштейнская, дева Мрака», опубликованный впервые в Великобритании в 1829 году, уже в 1830 году вышел в Санкт-Петербурге, в Типографии Штаба отдельного корпуса внутренней стражи.

## Собрания сочинений на русском
- Вальтер Скотт. Собрание сочинений в 20 томах. — М.: Художественная литература, 1960—1965.
- Вальтер Скотт. Собрание сочинений в 8 томах. Издательство "Правда", Москва, 1990. Библиотека "Огонек". Дополнительно вышло еще 8 томов.
- Вальтер Скотт. Собрание сочинений в 22 томах. Издательство "Голос", Москва, 1992-1998 годы.